# Larry Williams (músico)
Larry Williams (10 de mayo de 1935 - 7 de enero de 1980) fue un cantante y pianista de rhythm and blues nacido en Nueva Orleans, Luisiana. Muchas de sus canciones fueron versionadas por The Beatles, (Bad Boy, Slow Down, Dizzy Miss Lizzy). The Rolling Stones grabaron She Said Yeah. Bony Moronie, una de las canciones más influyentes en la historia del rock fue versionada por John Lennon y muchos otros (este tema se conoce en español como Popotitos).
Los primeros discos de Williams fueron lanzados por la discográfica Specialty Records cuando su estrella principal, Little Richard, la abandonó para dedicarse a predicar. Señalado como el sucesor de Richard, los discos de Williams tienen la misma intensidad gracias a su piano crudo, pero sus letras extrañas, su voz y sus silbidos hacen que su trabajo sea original.
Williams había estado involucrado con actividades turbias desde su adolescencia y había sido un chulo o proxeneta antes de empezar a grabar su música. A finales de los 50, su carrera musical sufrió un parón al ser arrestado por tráfico de estupefacientes. De todos modos, Williams regresó a mitad de los 60 con una banda que incluía a Johnny "Guitar" Watson. Este período deparó pocos éxitos, pero, imitando menos el sonido de Little Richard, produjo algunos de sus mejores y más originales trabajos. En los 70 intentó lanzarse como cantante de música disco pero tuvo poco éxito.
En 1980 Williams murió por herida de bala en su casa de Los Ángeles, California. Su muerte fue declarada suicidio, aunque hubo muchas especulaciones. Nunca se arrestó o acusó a ningún sospechoso.

## Versiones
- Bony Moronie: Livin' Blues, John Lennon, Johnny Burnette , Dr. Feelgood , Flying Burrito Brothers , Johnny Winter, Little Richard , Paul Jones , Showaddywaddy , The Who , Jumpin' Gene Simmons , The Shadows, Ritchie Valens, Bill Haley & His Comets, The Creation, Bobby Comstock, Freddy Fender, Howie Casey and The Seniors, The Aztecs, The Rebel Rousers, The Standells, Electric Junkyard.

- Bony Moronie, versión en español se llama Popotitos, fue hecha por el grupo mexicano Los Teen Tops siendo su cantante principal Enrique Guzmán y se convirtió en uno de los temas fundamentales del rock en español que a su vez ha sido versionado por: Mike Ríos con Los Relámpagos, Alejandra Guzmán, Serú Girán, Luis Miguel, Dúo Dinámico, Ricky Martin.

- Dizzy Miss Lizzy: Plastic Ono Band, The Beatles, New York Dolls, Flying Lizards.
- Los acordes de guitarra del tema Dizzy Miss Lizzy, en español, fueron utilizados por el grupo uruguayo Los Iracundos en su tema "Fiesta Popular".

- She Said Yeah: The Rolling Stones, Animals, Engerling Blues Band, Paul McCartney, Russ Ballard.

- Slow Down: Alvin Lee , Blodwyn Pig , Episode Six , The Beatles, Gerry & the Pacemakers, Johnny Hallyday, The Jam, Brian May, The Young Rascals, Serú Girán.

- Short Fat Fannie: Little Richard, Frankie Lymon & The Teenagers, Ronnie Self, The Dovells y Levon Helm

- Groovy Little Suzy: Little Richard.

- Bad Boy: The Beatles.

- Datos: Q1272729